# Klinički zavod
Klinički zavod je dio zdravstvene ustanove klinike. U kliničkom zavodu obavlja se dijagnostička djelatnost. U klinici se obavlja najsloženije oblike zdravstvene zaštite iz neke specijalističko-konzilijarne djelatnosti te se u njemu izvodi nastava visokih učilišta i provodi znanstveni rad za djelatnost za koju je osnovana. Unutarnji ustroj kliničkih zavoda čine odjeli.